# 北長野駅
北長野駅（きたながのえき）は、長野県長野市にある、しなの鉄道・日本貨物鉄道（JR貨物）の駅である。しなの鉄道の駅は中越二丁目、JR貨物の駅は桐原二丁目にある。

## 歴史
- 1898年（明治31年）9月1日：国鉄信越線の吉田駅（よしだえき）として開設[1]。
- 1957年（昭和32年）4月1日：北長野駅（きたながのえき）に改称[1]。付近の長野電鉄・信濃吉田駅と紛らわしいという理由から改称した[5]。
- 1968年（昭和43年）10月1日：長野駅の貨物取扱業務を移管[6]。
- 1973年（昭和48年）
  - 11月：構内入れ換え中であったEF62 34が車止めを突破して脱線[7]。
  - 12月：駅舎を全面改築し、1階は荷物業務、2階は旅客業務を取り扱う構造となる。
- 1974年（昭和49年）4月5日：橋上駅舎化[8]。
- 1978年（昭和53年）：長野駅小荷物扱いが当駅に移管。
- 1986年（昭和61年）11月1日：小荷物扱い廃止[9]。
- 1987年（昭和62年）4月1日：国鉄分割民営化に伴い、東日本旅客鉄道（JR東日本）・日本貨物鉄道（JR貨物）の駅となる[9]。駅窓口・改札業務はJR東日本がJR貨物関東支社に委託。
- 1995年（平成7年）9月22日：橋上駅舎から高架下駅舎に移転[10]。
- 2009年（平成21年）頃：待合室のKIOSKが閉店。
- 2015年（平成27年）3月14日：北陸新幹線金沢延伸開通に伴い[11][12]、しなの鉄道に移管[2]。駅業務は長野市に委託[3]。
- 2016年（平成28年）3月：この月のダイヤ改正までに構内貨物線が電化され、入換作業が電気機関車による作業に移行[13]。
- 2021年（令和3年）：1番線と2・3番線の跨線橋バリアフリーの対策としてエレベーター新設。
- 2026年（令和8年）春季：交通系ICカード「Suica」利用サービス開始（予定）[14]。

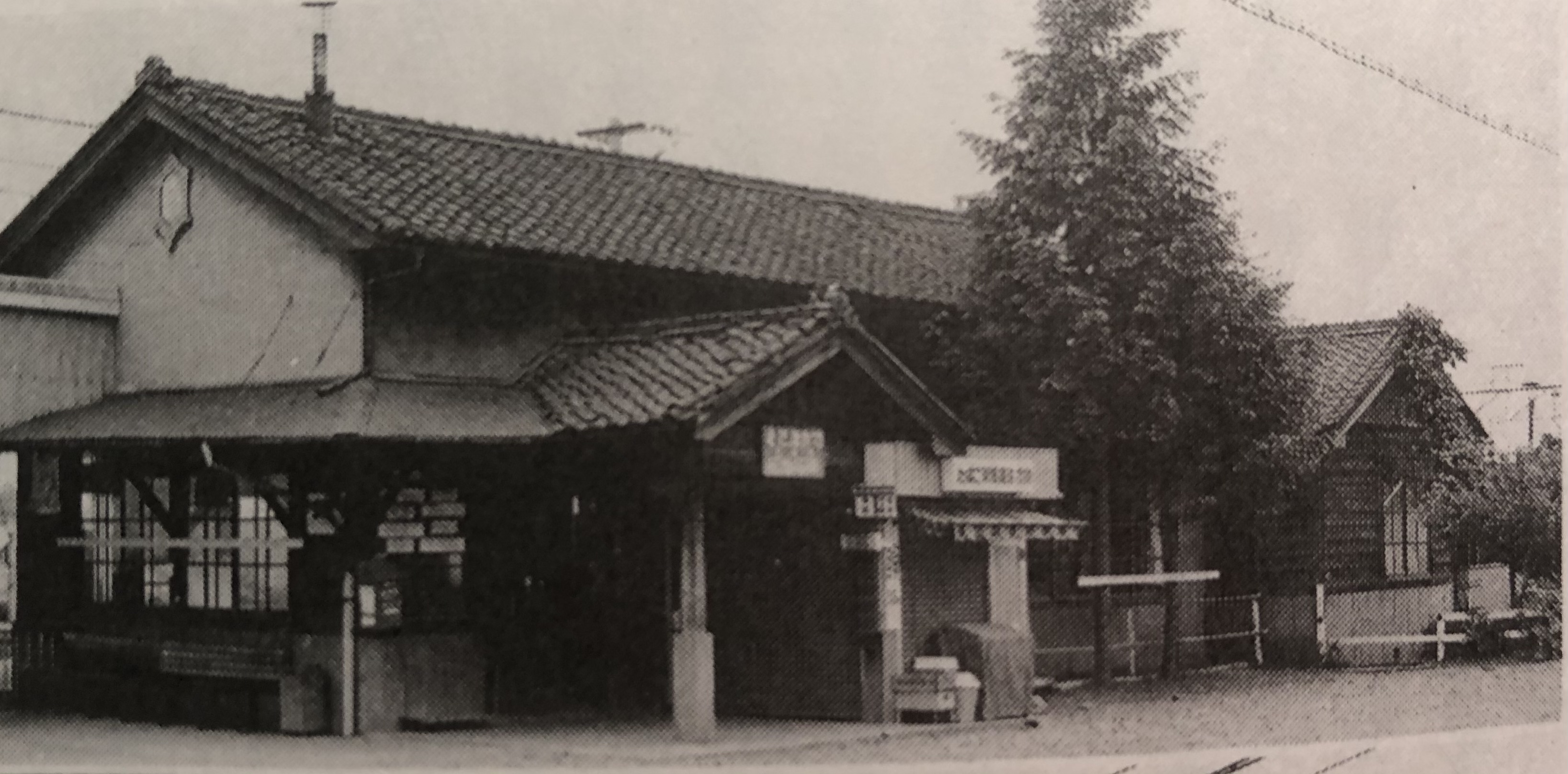
初代駅舎
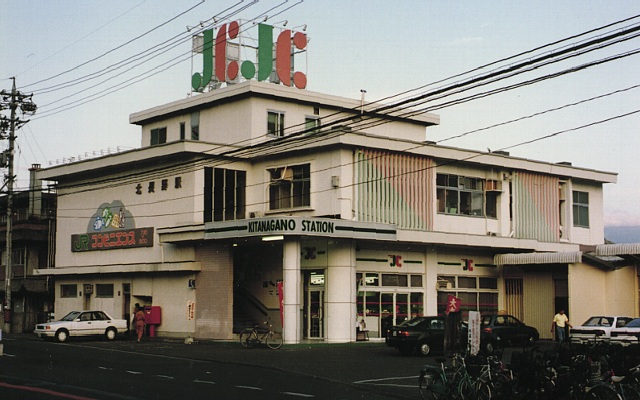
旧駅舎（1992年9月）
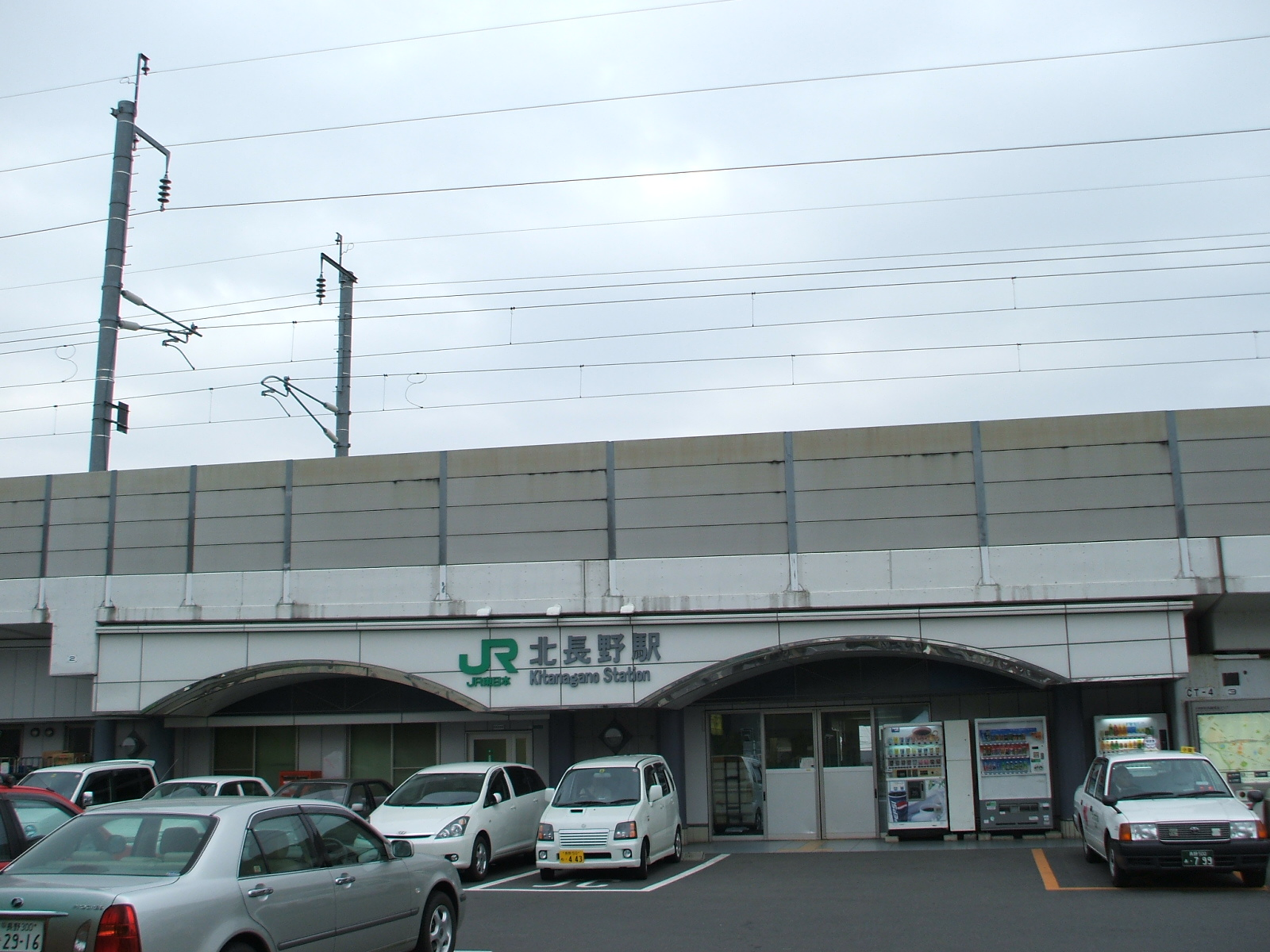
JR時代（2006年12月）

## 駅構造
単式ホーム1面1線と島式ホーム1面2線、計2面3線を有する地上駅。長野市が受託する簡易委託駅である。ホーム間に1本の中線があるほか、駅南側にはおもに貨物列車が使用する側線6線が敷設されている。このうち上り本線に隣接する上1 - 上4はJR貨物の所有。その外側の上5・上6はJR東日本の所有。ホーム間は跨線橋で連絡している。当駅を境に長野方面は複線、豊野・妙高高原方面は単線となる。長野方面ではJR東日本の長野総合車両センターと長野駅を結ぶ回送線と並行する。駅舎は構内北側、単式ホームに隣接して設置されており、北陸新幹線高架下にある、駅舎上の高架線は長野駅方面への下り坂となっている。
2015年の北陸新幹線開通に伴うしなの鉄道移管直前までは長野駅管理の業務委託駅で、みどりの窓口が設置されていた。しなの鉄道移管後は長野市に業務委託されている。

### のりば
| 番線 | 路線        | 方向 | 行先                             | 備考                  |
| ---- | ----------- | ---- | -------------------------------- | --------------------- |
| 1    | ■北しなの線 | 下り | 豊野・妙高高原方面               |                       |
| 1    | ■飯山線     | 下り | 飯山・戸狩野沢温泉・越後川口方面 |                       |
| 2・3 | ■北しなの線 | 上り | 長野方面                         | 2番線は使用していない |

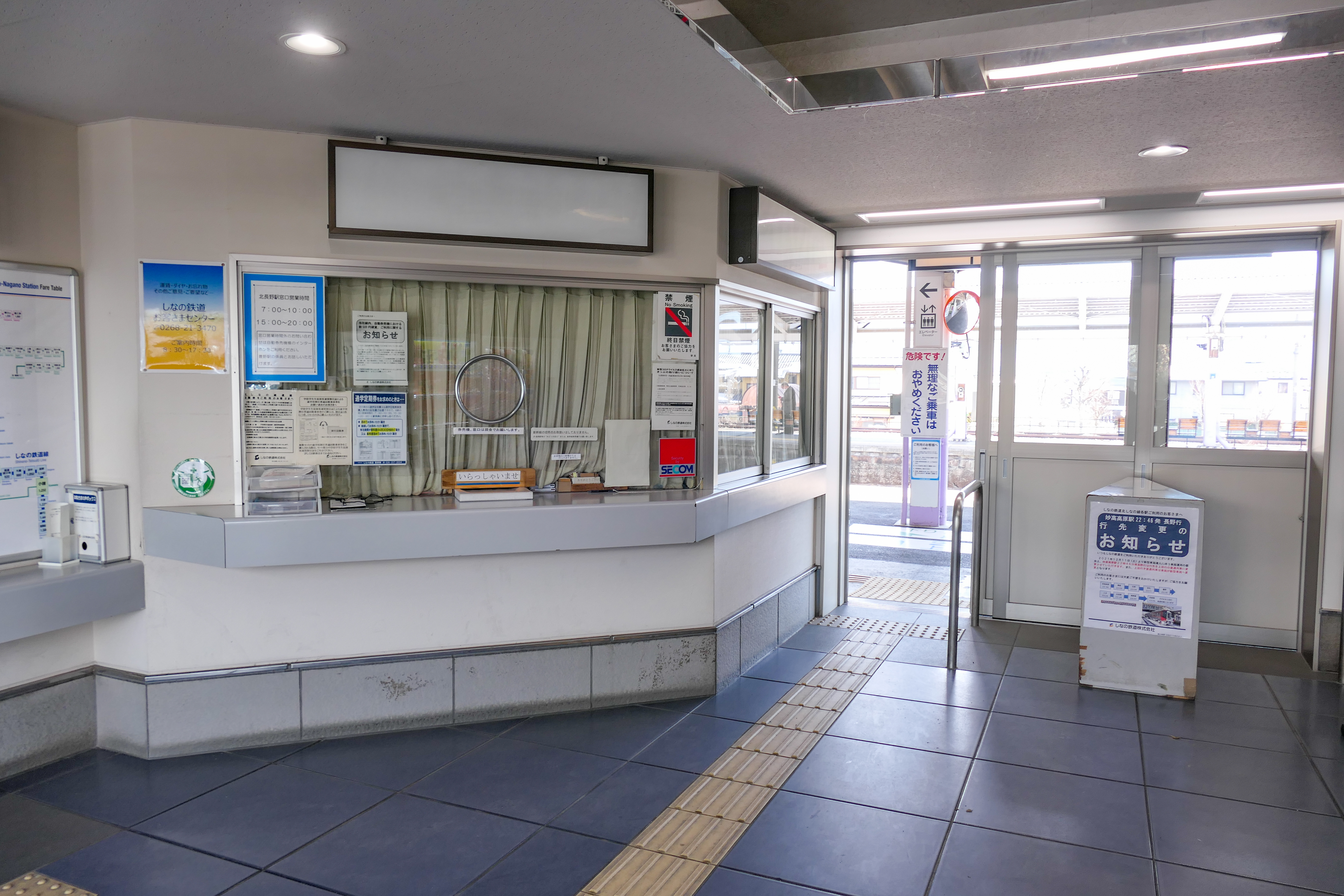
改札口（2022年2月）
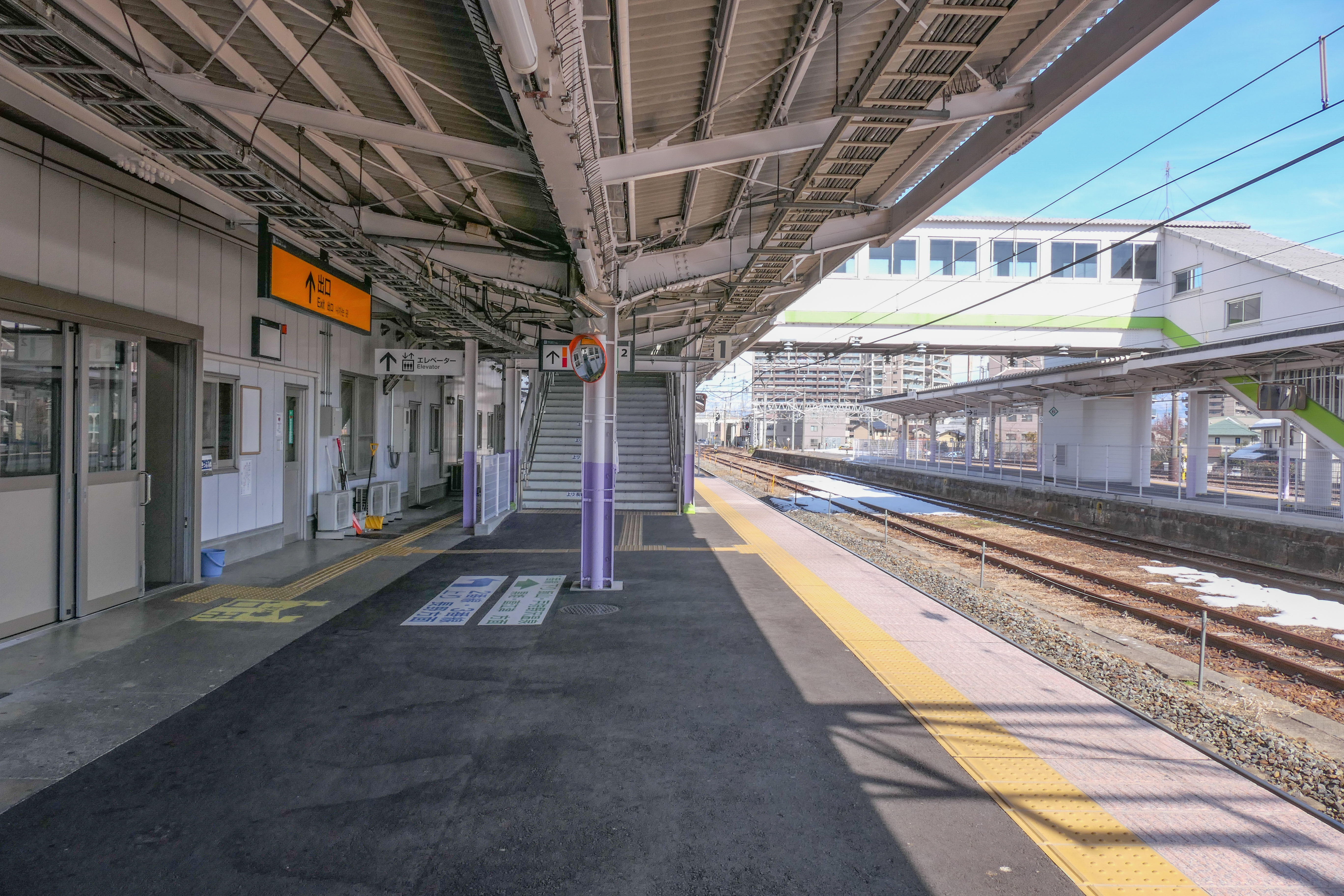
1番線ホーム（2022年2月）
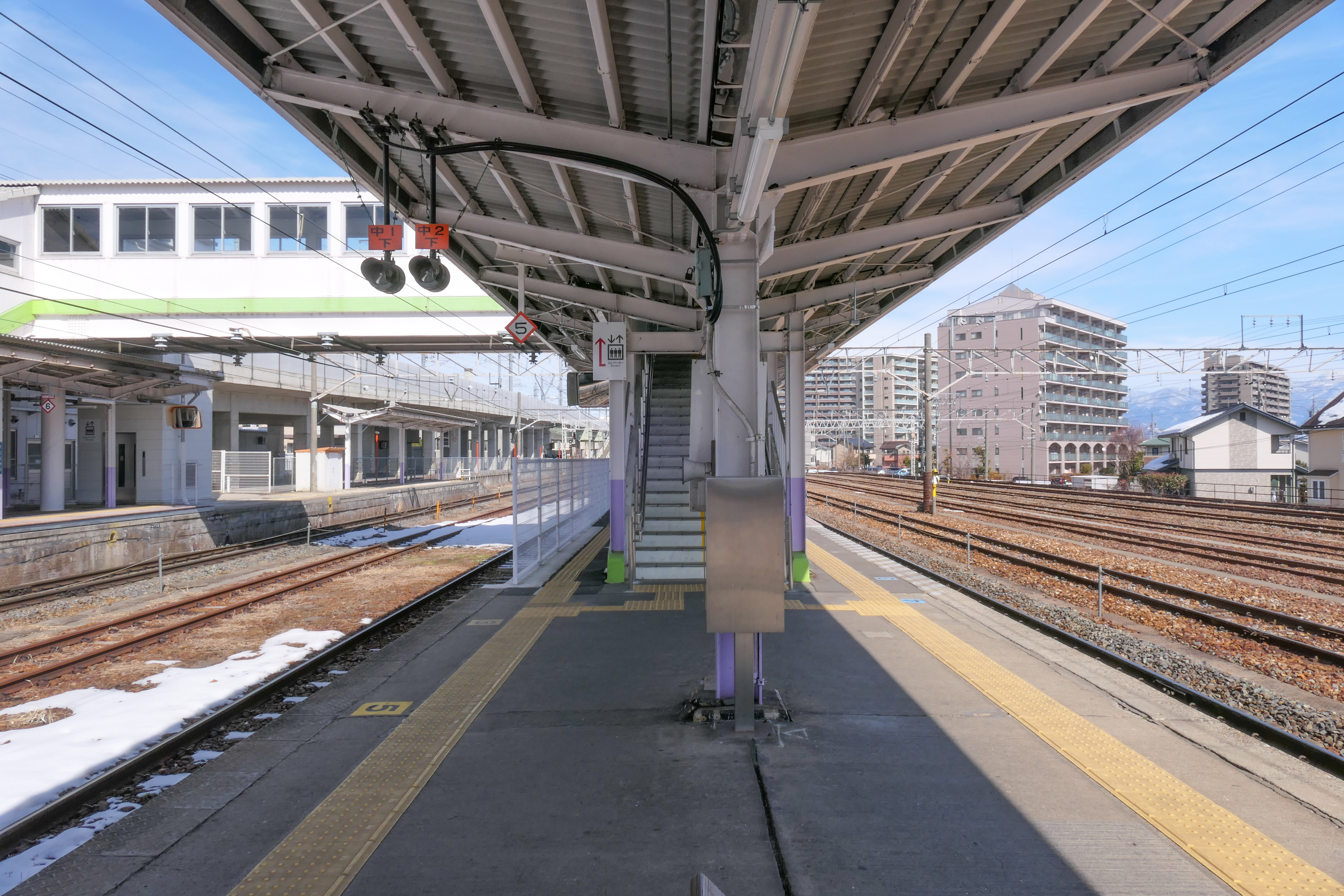
2・3番線ホーム（2022年2月）

## 貨物駅

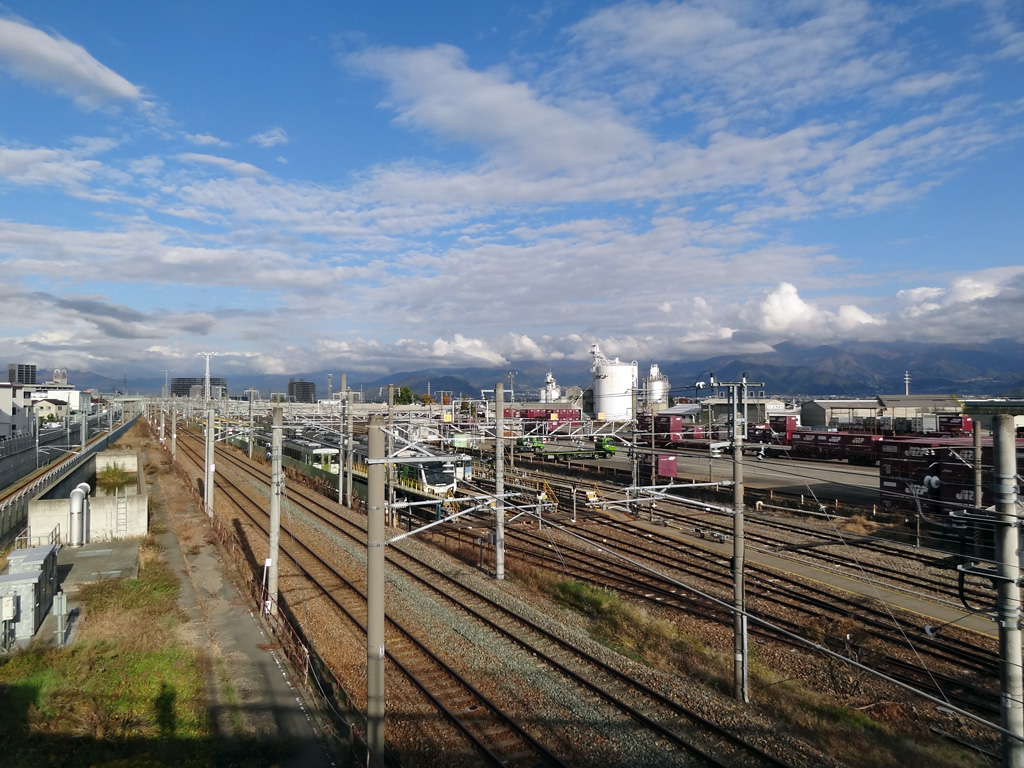
貨物駅（2012年10月）

JR貨物の施設は、旅客駅南西側にある。3面4線のコンテナホーム（ヤード）や、その他仕分け線等がある。南側のホームの一部には上屋が設置されている。
2016年3月のダイヤ改正までに、コンテナホームに面した部分を除いて構内貨物線の電化が行われ、入換作業が電気機関車による作業に移行しディーゼル機関車の常駐が廃止された。
仕分け線の一角には電気化学工業長野サービスステーションがある。以前は貨車用荷役設備があり、そこへ至る専用線が仕分け線から分岐していた。この線は青海駅発送のセメント輸送に使用されていた。
- 取扱貨物
  - コンテナ貨物 - 12 ftコンテナのみを取り扱う。
  - 産業廃棄物・特別管理産業廃棄物の取扱許可を得ている。

- 貨物列車
  - 2023年3月改正時点では、定期高速貨物列車が中京圏方面との間に1日1往復（下りは名古屋貨物ターミナル駅発、上りは稲沢駅行き）、臨時高速貨物列車が南松本駅との間に1日1往復、それぞれ設定されている[19]。中京圏方面との定期列車は南松本駅で編成の一部の解放と連結を行い、他方面発着貨物の継送も行う[20]。南松本駅との臨時列車も、同駅で隅田川駅発着高速貨物列車との継送が可能な設定となっている[21]。黒井駅方面へ直接向かう列車はない[19]。
  - 専用貨物列車の発着はない。
  - 2012年4月1日に長野電鉄屋代線が廃止されて以来、同社への鉄道車両の甲種輸送は当駅が終着駅となっている。当駅に到着した車両は、トレーラーに積まれて須坂駅併設の車両基地まで陸送される。

## 利用状況

### 旅客
「長野市統計書」によると、2021年度（令和3年度）の1日平均乗車人員は1,716人である。
2000年度（平成12年度）以降の推移は以下の通り。なお、2000年度（平成12年度） - 2014年度（平成26年度）の統計はJR東日本時代のもの。
| 乗車人員推移       | 乗車人員推移     | 乗車人員推移 |
| 年度               | 1日平均 乗車人員 | 出典         |
| ------------------ | ---------------- | ------------ |
| 2000年（平成12年） | 1,834            | [ JR東 1 ]   |
| 2001年（平成13年） | 1,846            | [ JR東 2 ]   |
| 2002年（平成14年） | 1,783            | [ JR東 3 ]   |
| 2003年（平成15年） | 1,773            | [ JR東 4 ]   |
| 2004年（平成16年） | 1,871            | [ JR東 5 ]   |
| 2005年（平成17年） | 1,937            | [ JR東 6 ]   |
| 2006年（平成18年） | 1,963            | [ JR東 7 ]   |
| 2007年（平成19年） | 1,954            | [ JR東 8 ]   |
| 2008年（平成20年） | 1,985            | [ JR東 9 ]   |
| 2009年（平成21年） | 1,928            | [ JR東 10 ]  |
| 2010年（平成22年） | 1,948            | [ JR東 11 ]  |
| 2011年（平成23年） | 1,990            | [ JR東 12 ]  |
| 2012年（平成24年） | 2,057            | [ JR東 13 ]  |
| 2013年（平成25年） | 2,170            | [ JR東 14 ]  |
| 2014年（平成26年） | 2,016            | [ 長野市 2 ] |
| 2015年（平成27年） | 2,271            | [ 長野市 2 ] |
| 2016年（平成28年） | 2,187            | [ 長野市 2 ] |
| 2017年（平成29年） | 2,176            | [ 長野市 2 ] |
| 2018年（平成30年） | 2,161            | [ 長野市 3 ] |
| 2019年（令和元年） | 2,041            | [ 長野市 4 ] |
| 2020年（令和02年） | 1,605            | [ 長野市 1 ] |
| 2021年（令和03年） | 1,716            | [ 長野市 1 ] |

### 貨物
「長野市統計書」によると、当駅発着の貨物量の推移は以下の通り
| 貨物輸送推移       | 貨物輸送推移     | 貨物輸送推移     | 貨物輸送推移     | 貨物輸送推移     | 貨物輸送推移 |
| 年度               | 発送 （単位：t） | 発送 （単位：t） | 到着 （単位：t） | 到着 （単位：t） | 出典         |
| 年度               | コンテナ         | 車扱             | コンテナ         | 車扱             | 出典         |
| ------------------ | ---------------- | ---------------- | ---------------- | ---------------- | ------------ |
| 2013年（平成25年） | 74,465           |                  | 67,875           |                  | [ 長野市 2 ] |
| 2014年（平成26年） | 80,503           |                  | 72,005           |                  | [ 長野市 2 ] |
| 2015年（平成27年） | 93,775           |                  | 76,040           |                  | [ 長野市 2 ] |
| 2016年（平成28年） | 91,646           |                  | 69,420           |                  | [ 長野市 2 ] |
| 2017年（平成29年） | 94,500           |                  | 65,740           |                  | [ 長野市 2 ] |
| 2018年（平成30年） | 82,700           |                  | 64,875           |                  | [ 長野市 5 ] |
| 2019年（令和元年） | 79,070           |                  | 61,715           |                  | [ 長野市 5 ] |
| 2020年（令和02年） | 68,138           | 400              | 63,020           | 400              | [ 長野市 5 ] |
| 2021年（令和03年） | 63,535           | 400              | 65,454           | 400              | [ 長野市 5 ] |

## 駅周辺
駅北側は商業地となっており、長野電鉄信濃吉田駅との間にはスーパーマーケットや商店がある。中学校は駅西側、辰巳公園は駅北東側にある。駅南側は住宅地となっている。
- 長野電鉄長野線 信濃吉田駅（徒歩で約5分）[1]
  - 北しなの線と北側でオーバークロス（立体交差）をする。
- 長電バス・東北ぐるりん号「北長野駅」停留所
- 長野市立東部中学校
- 長野市立吉田小学校
- JR東日本・長野総合車両センター[1]
- 長野吉田東町郵便局
- 日本年金機構長野北年金事務所
- 八十二銀行吉田支店
- 電気化学工業長野サービスステーション
- 吉田の大イチョウ
- 長野運動公園
  - 長野市営陸上競技場[1]
- 長野日本大学中学校・高等学校[1]
- 長野県長野吉田高等学校
- 辰巳公園：辰巳池（灌漑用ため池）を整備した公園[22]。
- 中越（）の庚申塔[23]
- 長野県道60号長野荒瀬原線
- 長野県道373号北長野停車場線
- 北長野通り
- タイムズ北長野駅前（カーシェアリング[24]、徒歩で約1分[24]）
- ヤマト運輸徳間営業所

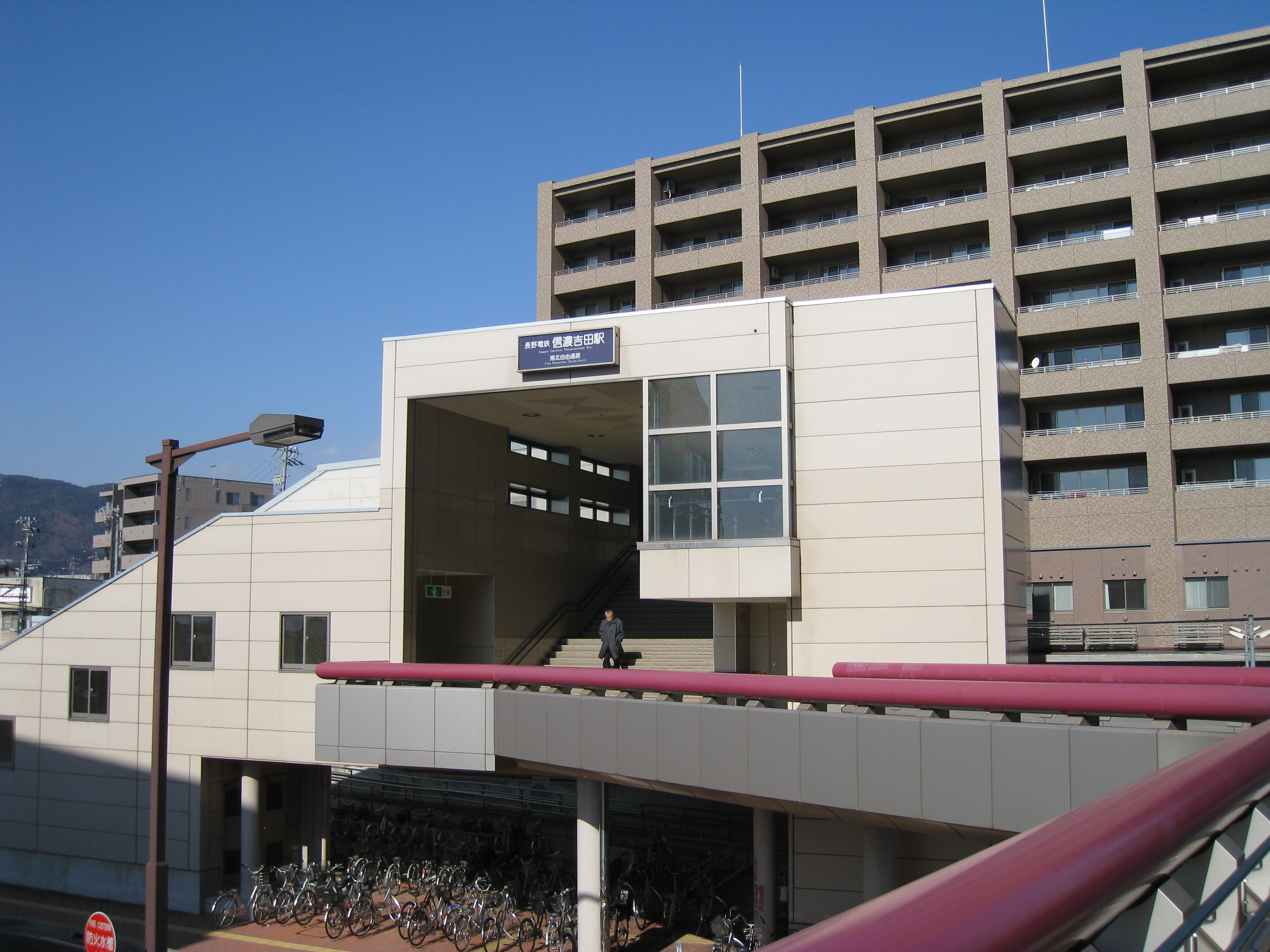
信濃吉田駅
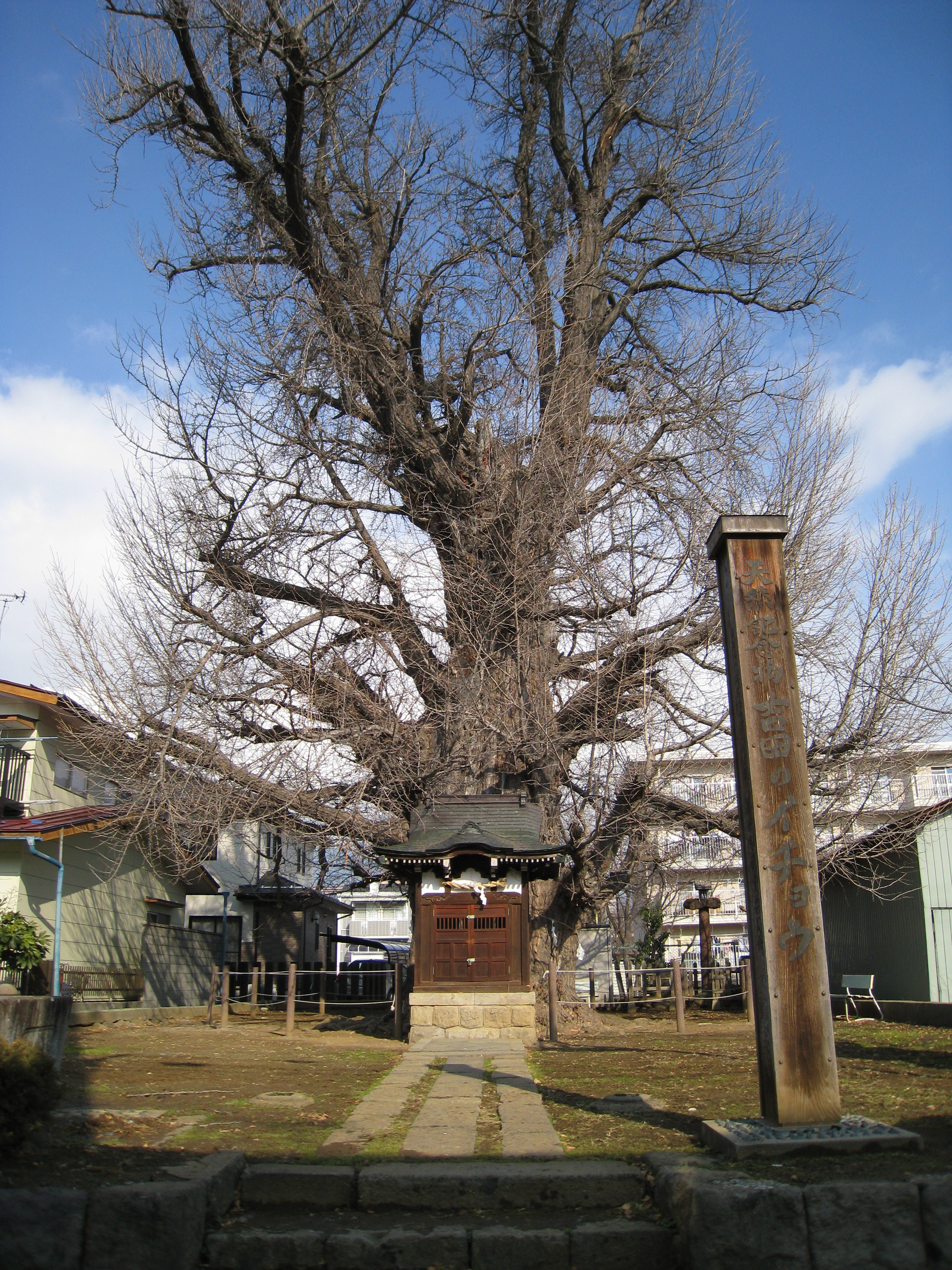
吉田の大イチョウ
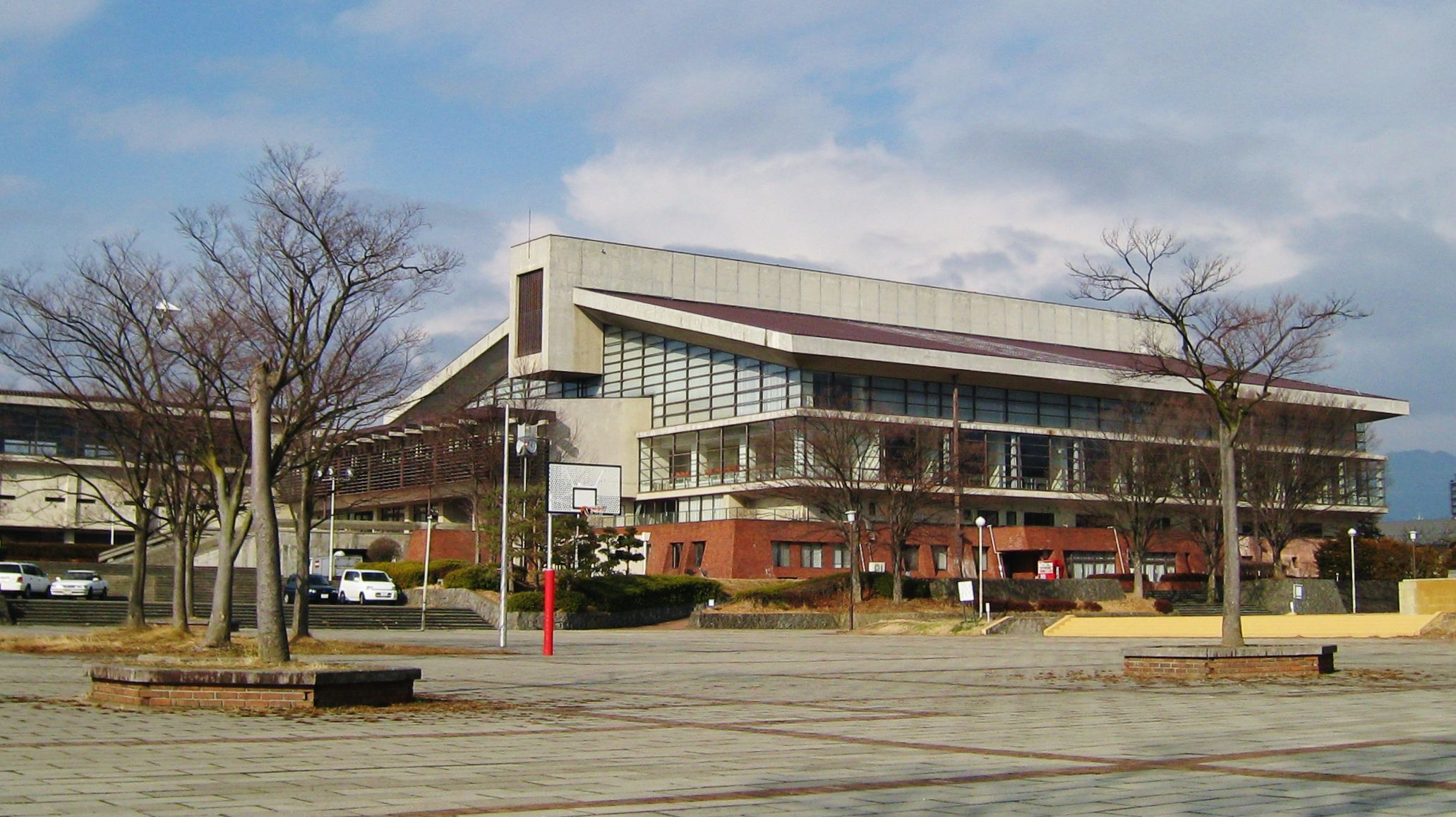
長野運動公園
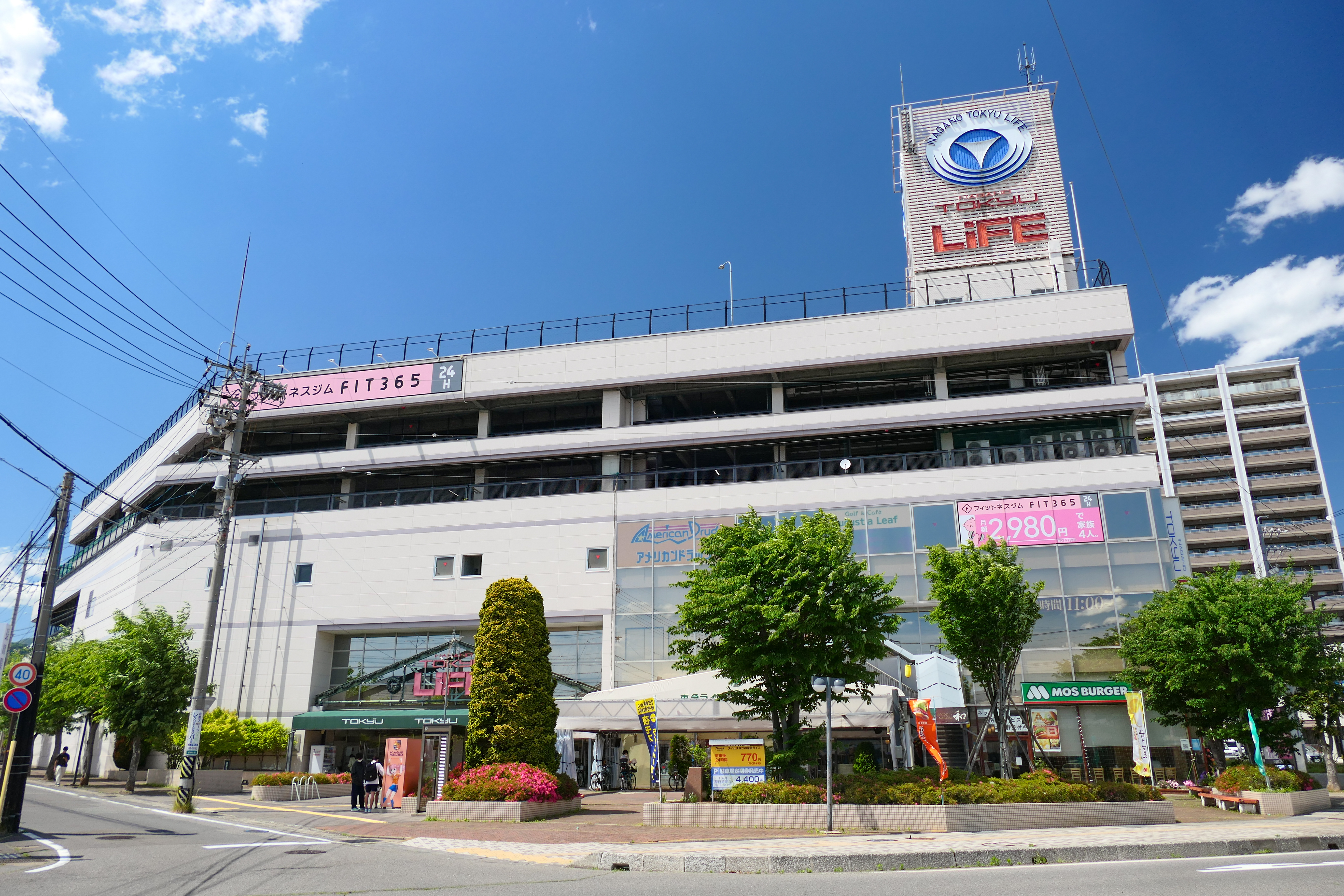
旧ながの東急ライフ
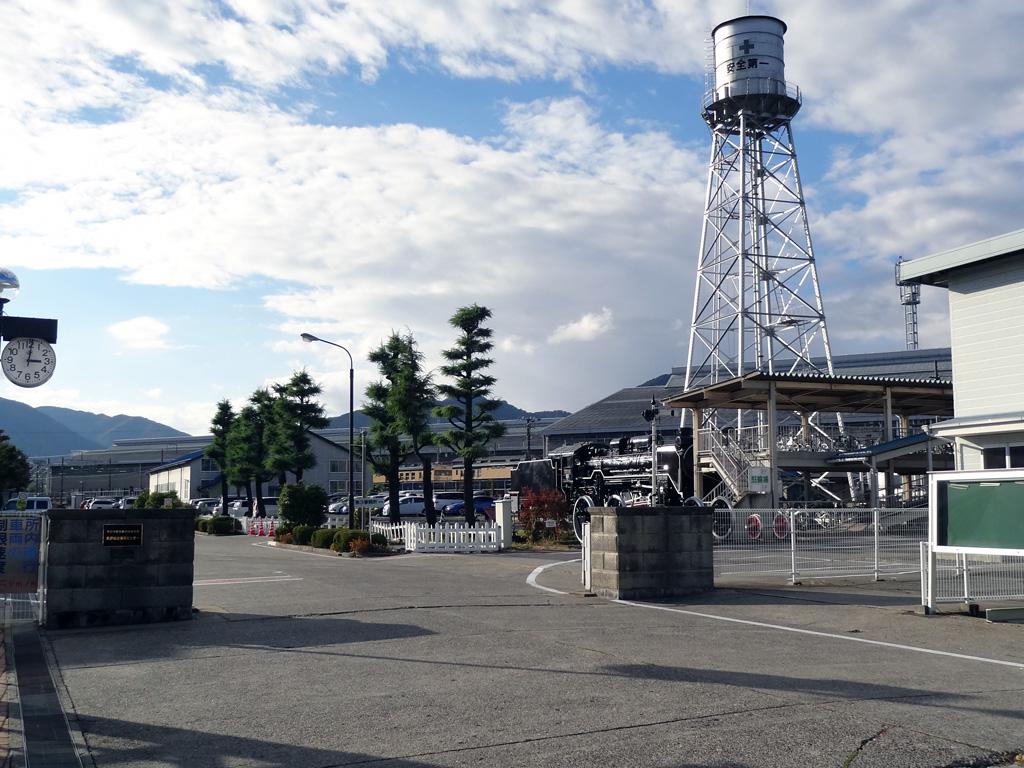
長野総合車両センター
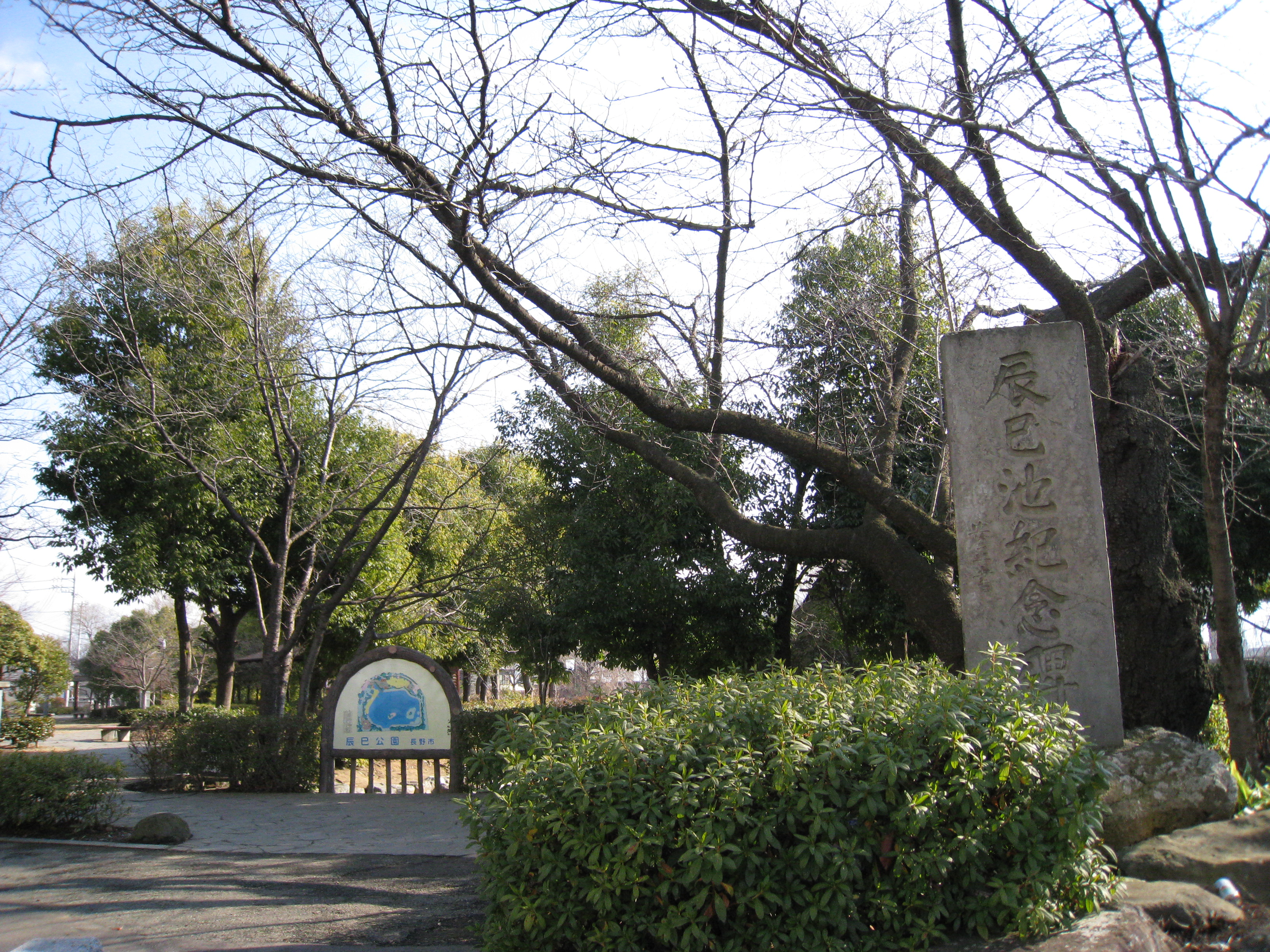
辰巳公園
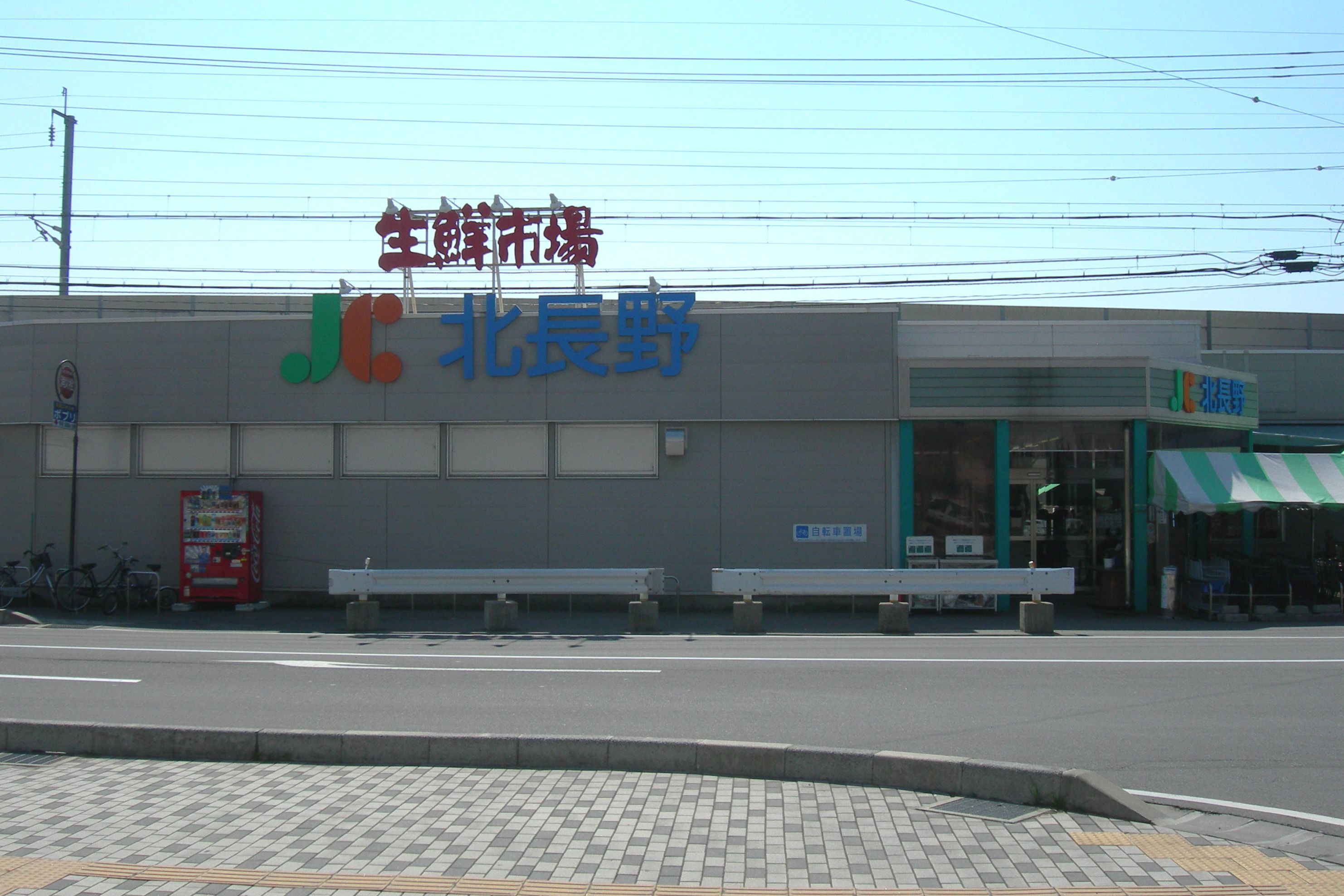
旧生鮮市場JC北長野店
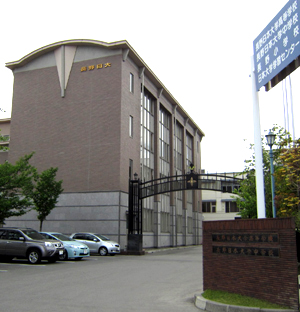
長野日本大学中学校・高等学校

## 隣の駅
しなの鉄道
■北しなの線・■JR飯山線（長野駅 - 豊野駅間はしなの鉄道北しなの線）
長野駅 - 北長野駅 - 三才駅

### 記事本文